# Théâtre de Grenelle
Le théâtre de Grenelle est une ancienne salle de théâtre parisienne située 55 rue de la Croix-Nivert, dans le 15e arrondissement. Située dans le nouveau lotissement de Grenelle,, elle est inaugurée en 1828. La veuve et les fils de Pierre-Jacques Seveste (Jules Seveste et Edmond Seveste) en prennent la direction. Du fait de la médiocrité des spectacles proposés, le théâtre périclite rapidement. En 1837, la salle de 1 300 places est restaurée.
Le théâtre ferme définitivement en 1929. Il est détruit l'année suivante et remplacé par un immeuble de logements avec bow-windows et parements de briques, doté d'un cinéma en rez-de-chaussée sur la rue de la Croix-Nivert. Ouvert en 1931 sous le nom de Palace Croix-Nivert, il ferme en 1983, après avoir présenté films exclusifs, séries B et sur la fin des programmes art et essai. La salle est ensuite utilisée par la municipalité pour des évènements culturels, en particulier musicaux, puis comme lieu de prière par les ismaéliens. La façade ornée de colonnes et d'une marquise a été conservée.
Le lieu a donné son nom à plusieurs voies :
- la rue du Théâtre ;
- l'avenue du Théâtre, renommée rue Quinault en 1864 ;
- le pourtour du Théâtre, renommé en 1932 rue Meilhac (partie nord) et rue Auguste-Dorchain (partie sud).